# László Kleinheisler
László Kleinheisler (* 8. dubna 1994, Kazincbarcika, Maďarsko) je maďarský fotbalový záložník a reprezentant, který v současnosti působí v klubu SV Werder Bremen. Hraje na postu ofenzivního záložníka.
S týmem Videoton FC získal v sezóně 2014/15 titul v nejvyšší maďarské lize Nemzeti bajnokság I.

## Klubová kariéra
- Videoton FC (mládež)
- Puskás Akadémia FC 2011–2013[1]
- Videoton FC 2013–2016[1]
- →  Puskás Akadémia FC (hostování) 2015[1]
- SV Werder Bremen 2016–[1]

## Reprezentační kariéra
László Kleinheisler nastupoval v maďarských mládežnických reprezentacích U17, U19 a U21.
V A-mužstvu Maďarska debutoval 12. 11. 2015 v kvalifikačním (barážovém) zápase v Oslu proti reprezentaci Norska. V zápase vstřelil vítězný gól na konečných 1:0.

S maďarským národním týmem nakonec slavil v listopadu 2015 postup z baráže na EURO 2016 ve Francii. Německý trenér maďarského národního týmu Bernd Storck jej zařadil do závěrečné 23členné nominace na EURO 2016 ve Francii. Maďaři se ziskem 5 bodů vyhráli základní skupinu F. V osmifinále proti Belgii se po porážce 0:4 rozloučili s turnajem.